# Cartularios de la Seo
Con el nombre de cartularios de la Seo se conoce a dos documentos que recogen los momentos más importantes vividos en la historia de la Catedral del Salvador de Zaragoza.

## Descripción
El primer cartulario, llamado «pequeño», tiene documentos que consagran la historia del edificio desde el siglo XII hasta principios del siglo XIV. Fue copiado a fines del siglo XIII y lke precede un texto con copias de documentos pontificios.
Pero es el cartulario grande el más abundante en información para estudiar la Seo. Contiene transcripciones de documentos donde se detalla los gastos y la distribución de ventas y permutas. Debió copiarse en el siglo XV, en tamaño de gran folio y a dos columnas.
Han sido aprovechados por muchos estudiosos de la historia de Aragón, como Antonio Ubieto y José María Lacarra. Este último los recogió y editó como parte de una serie emprendida sobre la historia de la Marca Hispánica. Pascual Galindo imaginó una edición íntegra, sin que todavía haya podido abordarse dicho proyecto.